# Sorbus yunnanensis
Sorbus yunnanensis là loài thực vật có hoa trong họ Hoa hồng. Loài này được L.T. Lu mô tả khoa học đầu tiên năm 2000.